# Bjarne Reuter
Bertram Bjarne Reuter, född 29 april 1950 i Brønshøj, Danmark, är en dansk författare och manusförfattare. Han är mest känd för sina barn- och ungdomsböcker. Många av hans verk utspelar sig under 1950- och 1960-talen, perioden då han själv växte upp. Flera av hans verk utspelar sig också i eller omkring Köpenhamn, där han föddes.
Reuter är utbildad lärare, men han har varit verksam som författare på heltid sedan 1980.

## Filmmanus
- 1983 – Zappa
- 1984 – Tro, hopp och kärlek
- 1984 – Busters verden
- 1987 – Pelle Erövraren
- 1991 – Rebellerna från S:t Petri
- 1993 – Den korsikanske biskopen
- 1996 – Skuggornas hus
- 2002 – Taurus
- 2003 – Den utvalde